# Hemitrygon
Hemitrygon es un género de peces cartilaginosos miliobatiformes de la familia Dasyatidae que se encuentran en el océano Pacífico occidental.

## Especies
- Hemitrygon akajei Müller & Henle 1841
- Hemitrygon bennettii Müller & Henle 1841
- Hemitrygon fluviorum Ogilby 1908
- Hemitrygon izuensis Nishida & Nakaya 1988
- Hemitrygon laevigata Chu 1960
- Hemitrygon laosensis Roberts & Karnasuta 1987
- Hemitrygon longicauda Last & White 2013
- Hemitrygon navarrae Steindachner 1892
- Hemitrygon parvonigra Last & White 2008
- Hemitrygon sinensis Steindachner 1892
- Hemitrygon yemenensis Moore, Last & Naylor 2020

## Estado de conservación
Dos especies están clasificadas por la IUCN como en peligro de extinción: H. laosensis y H. sinensis; cinco como vulnerables: H. bennettii, H. fluviorum, H. izuensis, H. laevigata y H. navarrae; dos como casi amenazadas: H. longicauda y H. akajei; y las restantes aún no han sido evaluadas.